# Myopa virginica
Myopa virginica är en tvåvingeart som beskrevs av Banks 1916. Myopa virginica ingår i släktet Myopa och familjen stekelflugor. Inga underarter finns listade i Catalogue of Life.